# Souprosse
Souprosse är en kommun i departementet Landes i regionen Nouvelle-Aquitaine i sydvästra Frankrike. Kommunen ligger i kantonen Tartas-Est som tillhör arrondissementet Dax. År 2022 hade Souprosse 1 131 invånare.

## Befolkningsutveckling
Antalet invånare i kommunen Souprosse
Referens:INSEE